# Könchog Öser
Könchog Öser (1699-1765) was een Tibetaans tulku. Hij was de zevende gyaltsab rinpoche, een van de vier belangrijkste geestelijk leiders van de karma kagyütraditie in het Tibetaans boeddhisme.
Könchog Öser stond bekend als een meditatiemeester, net als zijn voorganger en meerdere van zijn opvolgers.